# Fluorapatita
La fluorapatita o apatita-(CaF), es un mineral  fosfato (halofosfato de calcio). La fluorapatita es un sólido cristalino duro. Aunque las muestras puedan tener varios colores (verde, marrón, azul, violeta, o sin color), el mineral puro no tiene color, tal y como se espera para un material que no tiene metales de transición. Es un componente importante del esmalte de los dientes.
La fluorapatita se cristaliza en un sistema cristalino hexagonal. A menudo está combinada en matrices biológicas como solución sólida con la hidroxiapatita (Ca5(PO4)3OH). La cloropatita (Ca5(PO4)3Cl) es otra estructura relacionada.
La fluorapatita es el mineral de fosfato más común. Presente extensamente como un mineral accesorio en rocas ígneas y en rocas metamórficas ricas en calcio. También comúnmente como un mineral detrítico o diagénico en rocas sedimentarias y es un componente esencial de los depósitos de fosforita. Ocurre como mineral residual en suelos lateríticos.

## Síntesis

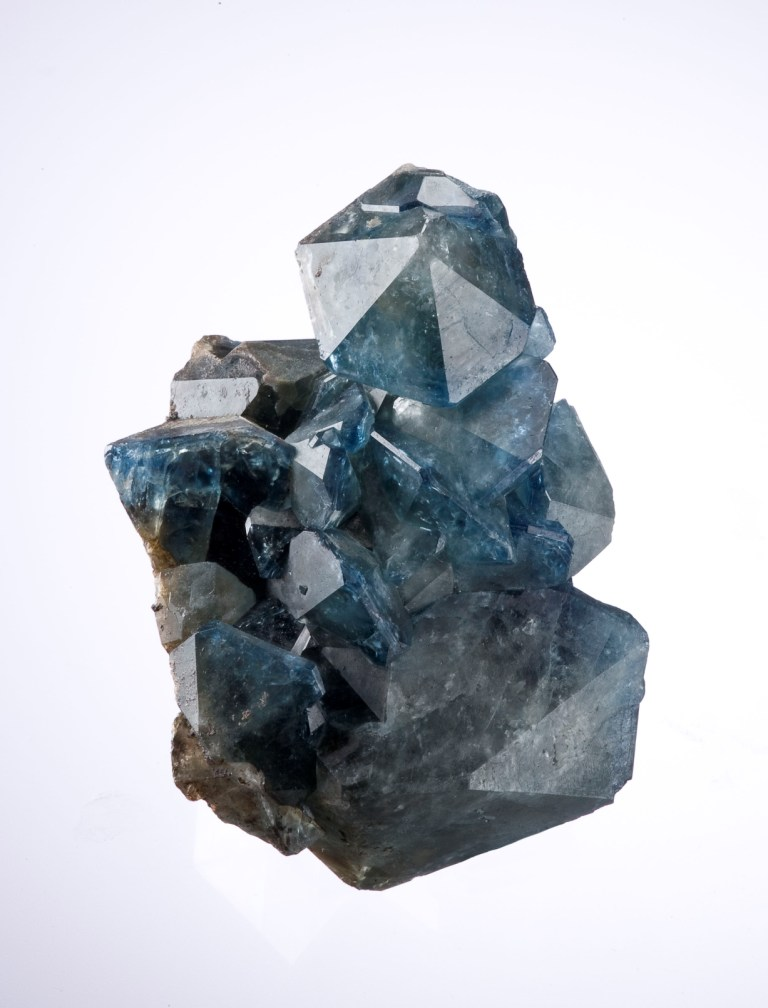
Fluorapatita azul originaria de Minas Gerais, Brasil

La fluorapatita puede ser sintetizada en un proceso de dos pasos. Primero, el fosfato de calcio es generado combinando el calcio y las sales de fosfato en un pH neutro. Entonces, este material reacciona más adelante con fuentes de fluoruro (a menudo monofluorofosfato de sodio o fluoruro del calcio (CaF2) para dar el mineral. Esta reacción es integral en el ciclo del fósforo global.
3 Ca2+ + 2 PO43-  →  Ca3(PO4)2
3 Ca3(PO4)2 + CaF2  →  2 Ca5(PO4)3F

## Aplicaciones
La fluorapatita sintética dopada con manganeso-II y antimonio-V formó la base para la segunda generación de los fósforos de tubos fluorescentes referidos como halofósforos. Cuando se irradiaban con la radiación de resonancia de 253.7nm del mercurio se vuelven fluorescentes con amplia emisión que aparece dentro del rango de los blancos aceptables. El antimonio-V actúa como el activador primario y produce una amplia emisión azul. La adición de Manganeso-II produce un amplio segundo pico que aparece al final rojo del espectro de emisión a expensas del pico del antimonio, la energía de excitación es transferida desde el antimonio al manganeso por un proceso no radiativo y hace la luz emitida aparecer menos azul y más rosa. El reemplazo de algunos de los iones de fluorita con iones de cloruro en el enrejado (lattice) causa un desplazamiento general de las bandas de emisión hacia las ondas más largas del extremo rojo del espectro. Estas alteraciones permiten hacer fósforos para los tubos blanco cálido (warm white), blanco, y luz del día (daylight), (con temperaturas de color corregidas de 2900, de 4100 y 6500 K respectivamente). Las cantidades de los activadores de manganeso y de antimonio varían entre 0.05 y 0.5 moles por ciento. La reacción usada para crear halofósforo es mostrada abajo. El antimonio y el manganeso deben ser incorporados en las cantidades correctas de trazas si el producto debe ser fluorescente.
6 CaHPO4 + (3+x) CaCO3 + (1-x) CaF2 + (2x) NH4Cl →  2 Ca5(PO4)3(F1-xClx} + (3+x) CO2 + (3+x)H2O + (2x) NH3
A veces, algo del calcio es substituido con estroncio, dando picos de emisión más estrechos, para propósitos especiales o tubos coloreados el halofósforo es mezclado con pequeñas cantidades de otros fósforos, particularmente en tubos De-Luxe con un índice de reproducción cromática más alto, para el uso en el mercado de alimentos o la iluminación del estudio de arte.
Antes del desarrollo del halofósforo, en 1942, la primera generación de willemita enrejada (latticed), ortosilicato de zinc activado por manganesio II y fósforos ortosilicatos berilio zinc fueron usados en tubos fluorescentes. Debido a la toxicidad respiratoria de los compuestos de berilio, la obsolescencia de estos tempranos tipos de fósforo fue ventajosa para la salud.
Desde cerca de 1990 la tercera generación de TriFósforos, tres fósforos separados rojo, azul y verde, activados con iones de tierras raras y mezclados en proporciones para producir blancos aceptables, en gran parte han substituido a los halofósforos.
La fluorapatita puede ser usada como precursor para la producción de fósforo. Puede ser reducida por el carbón en presencia del cuarzo:
4 Ca5(PO4)3F + 21 SiO2 + 30 C  →  20 CaSiO3 + 30 CO + SiF4 + 6 P2